# Kiniaus
Kiniaus (en rus: Киняусь) és un poble de l'óblast de Kírov, a Rússia, segons el cens del 2010 tenia 52. Pertany al districte (raion) de Viàtskie Poliani.